# Étriché
Étriché è un comune francese di 1 521 abitanti situato nel dipartimento del Maine e Loira nella regione dei Paesi della Loira.
È attraversato dal fiume Sarthe.

## Società

### Evoluzione demografica
Abitanti censiti